# Plaque d'immatriculation guinéenne

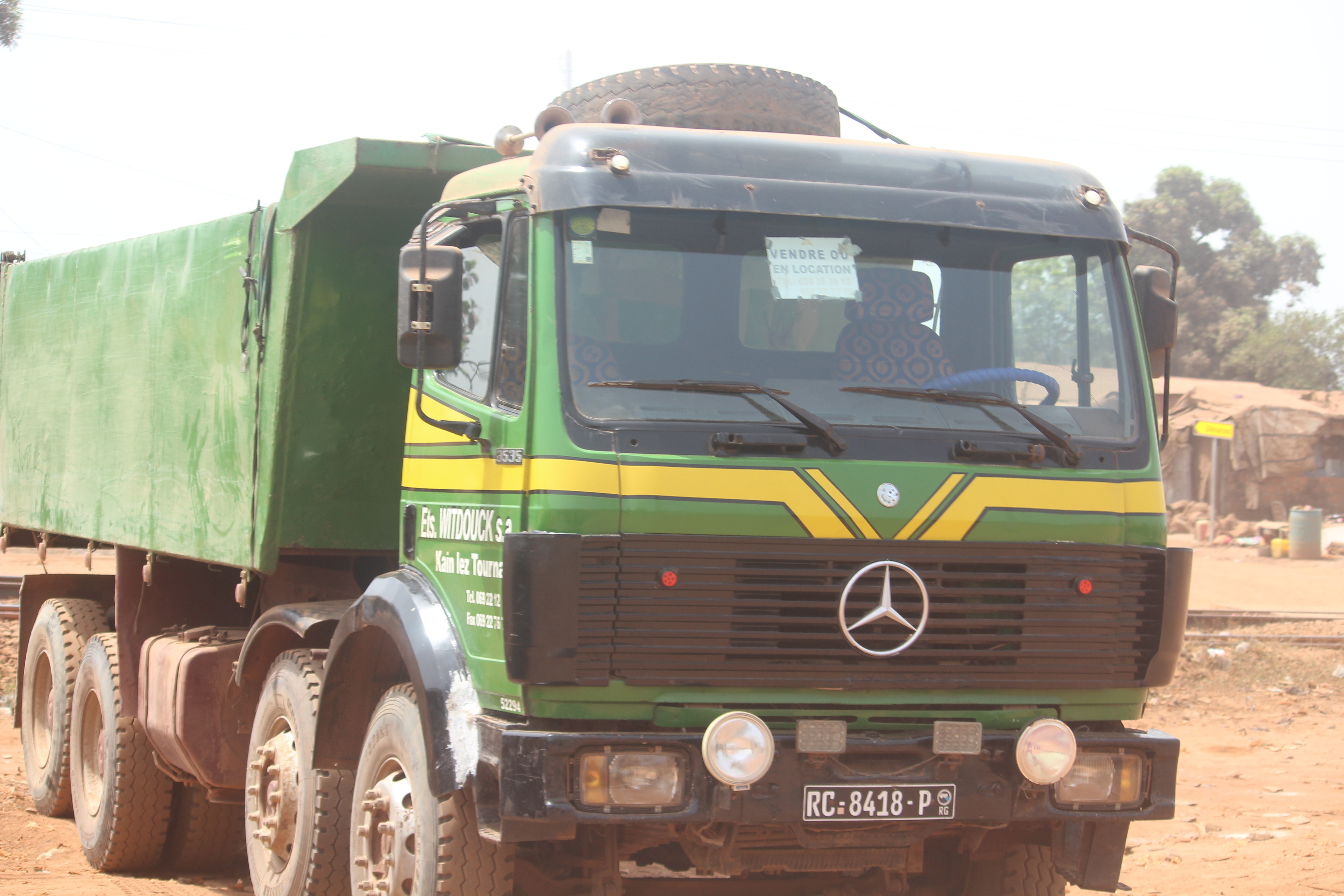
Plaque d'immatriculation de camion

La république de Guinée exige que ses résidents immatriculent leurs véhicules à moteur et présentent les plaques d'immatriculation des véhicules.
| Dates de publication | Type de véhicule                    | Image | Conception | Format série    | Remarques                                                                                |
| -------------------- | ----------------------------------- | --- | --- | --------------- | ---------------------------------------------------------------------------------------- |
| 1994-2021            | Véhicules de tourisme               | | 52 cm x 11 cm Blanc sur rouge Sur la droite, la carte du drapeau de la Guinée dans un cercle de couleur noire et le code du pays RG. | XX -123-AB      | XX indique le code régional à deux lettres. RC indique par exemple la région de Conakry. |
| 1994-2021            | Véhicules de tourisme               | 30 cm x 15 cm Blanc sur rouge Dans le coin supérieur droit, la carte du drapeau de la Guinée dans un cercle de couleur noire et l'indicatif du pays RG. | | XX -123-AB      | XX indique le code régional à deux lettres. RC indique par exemple la région de Conakry. |
| 1994-2021            | Taxis, camions                      | | 52 cm x 11 cm Blanc sur noir Sur la droite, la carte du drapeau de la Guinée dans un cercle de couleur noire et le code du pays RG.  | XX -123-A       | XX indique le code régional à deux lettres. RC indique par exemple la région de Conakry. |
| 1994-2021            | Taxis, camions                      | 30 cm x 15 cm Blanc sur noir Dans le coin supérieur droit, la carte du drapeau de la Guinée dans un cercle de couleur noire et l'indicatif du pays RG.  | | XX -123-A       | XX indique le code régional à deux lettres. RC indique par exemple la région de Conakry. |
| 2021-présent         | Véhicules de tourisme, camions, bus | | 52 cm x 11 cm Bleu sur blanc A gauche la carte du drapeau Guinée, un QR Code et le code pays RG.                                     | AB-123 [ ## ]   | ## indique le code régional à deux lettres. 02 indique par exemple la région de Conakry. |
| 2021-présent         | Véhicules de tourisme, camions, bus | 30 cm x 15 cm Bleu sur blanc A gauche la carte du drapeau Guinée, un QR Code et le code pays RG.                                                        | | AB-123 [ ## ]   | ## indique le code régional à deux lettres. 02 indique par exemple la région de Conakry. |
| 2021-présent         | motocyclettes                       | | 24 cm x 13 cm Bleu sur blanc Dans le coin supérieur gauche de la carte du drapeau de la Guinée, un QR Code et le code du pays RG.    | AB 012 A [ ## ] | ## indique le code régional à deux lettres. 02 indique par exemple la région de Conakry. |

## Codes régionaux
| Région    | Code 1994-2021 | Code 2021-présent |
| --------- | -------------- | ----------------- |
| Conakry   | RC             | 02                |
| Boké      |                | 01                |
| Faranah   |                |                   |
| Kankan    |                |                   |
| Kindia    |                | 05                |
| Labé      |                |                   |
| Mamou     |                |                   |
| Nzérékoré |                |                   |